# Manfred von Ardenne

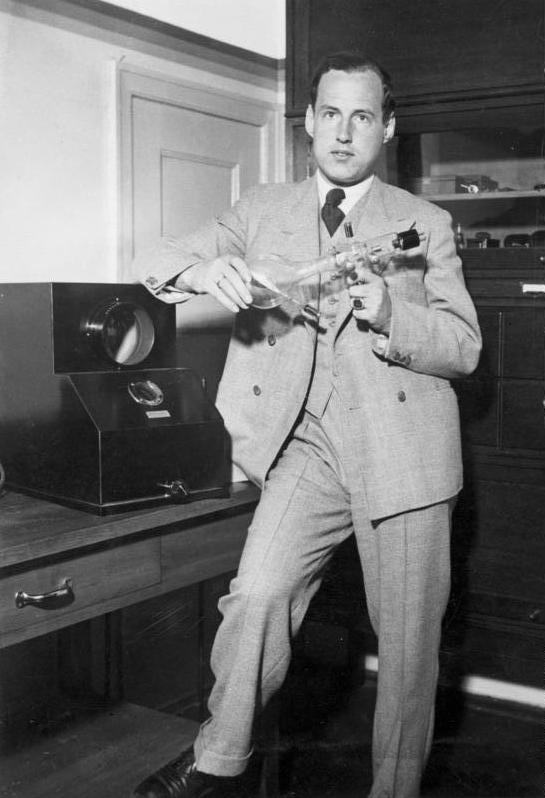
Manfred von Ardenne in 1943.

Prof. dr. Manfred Baron von Ardenne (Hamburg, 20 januari 1907 – Dresden, 26 mei 1997) was een Duits natuurkundige. Hij is de uitvinder van de rasterelektronenmicroscoop en hield 600 octrooien voor uitvindingen op het gebied van televisie, radio, elektronenmicroscopie, kernenergie, plasmafysica en medische techniek (hyperthermie als behandeling van kanker).
De aristocraat bezat een grote buitenplaats bij Berlijn waar hij in een laboratorium nucleair onderzoek verrichtte, gefinancierd door het Reichspostministerium. Hij werkte in de Tweede Wereldoorlog mee aan "Hitlers bom", de mislukte poging van Nazi-Duitsland om bruikbare kernreactoren en inzetbare atoomwapens te bouwen.
In mei 1945 vervoerden de Sovjets Von Ardenne met enkele van zijn medewerkers, en apparatuur uit zijn laboratorium naar Soechoemi aan de Zwarte Zee. Gustav Hertz en Max Steenbeck werkten eveneens in Soechoemi. De Duitse wetenschappers kregen de opdracht om te werken aan de scheiding van uraniumisotopen, die nodig is om een atoombom te vervaardigen.
Na enige tijd een niet onbelangrijke rol in de Sovjetontwikkeling van kernwapens te hebben gespeeld ging von Ardenne in de Duitse Democratische Republiek wonen. Hij behield zijn adellijke titel.
Hij was drager van de prestigieuze Stalinprijs.
Manfred von Ardenne heeft een belangrijke rol gespeeld in de wetenschap en de industrie van de DDR. De geleerde werd nooit lid van de regerende SED maar hij was jarenlang lid van de Volkskammer. In 1989 deed hij nog een voorstel om de staat economisch te hervormen.